# Ломик (птах)
Ло́мик (Ferminia cerverai) — вид горобцеподібних птахів родини воловоочкових (Troglodytidae). Ендемік Куби. Вид названий на честь іспанського зоолога Ферміна Занона Сервери. Це єдиний представник монотипового роду Ломик (Ferminia).

## Опис
Довжина птаха становить 15,5-16 см. Хвіст, дзьоб і лапи чорні. Верхня частина тіла темно-коричнева, сильно поцяткована чорними смугами. Підборіддя і горло світло-охристі, решта нижньої частини тіла сірувато-коричнева, боки темно-коричневі. Стегна і надхвістя рудувато-коричневі, поцятковані нечіткими чорнувато-коричневими смугами. Очі світло-карі, дзьоб зверху темно-коричневий, знизу світлий, лапи коричневі. Виду не притаманний статевий диморфізм. У молодих птахів горло поцятковане тонкими чорними смужками. 

## Поширення і екологія
Ломики є ендеміками болота Сапата, що знаходяться на південному заході Куби в провінції Матанас. Вони живуть на прісноводних болотах, порослих болотяною меч-травою та в чагарникових заростях, що регулярно затоплюються на глибину до 0,5 м. Живляться комахами, павуками, дрібними равликами, ящірками і ягодами. Сезон розмноження триває з березня по травень. Гніздо кулеподібне з бічним входом, в кладці 2 яйця.

## Збереження
МСОП класифікує цей вид як такий, що перебуває під загрозою зникнення. За оцінками дослідників, популяція ломиків становить від 1000 до 2500 птахів. Їм загрожує знищення природного середовища.